# Han Hwa-soo
Han Hwa-soo, född den 3 februari 1963, död april 2020, var en sydkoreansk handbollsspelare.
Hon tog OS-silver i damernas turnering i samband med de olympiska handbollstävlingarna 1984 i Los Angeles.